# Baptistère de Bergame
Le baptistère de Bergame est le bâtiment destiné au rite baptismal, situé depuis 1898 sur la Piazza del Duomo en face de la cathédrale Sant'Alessandro et de la chapelle Colleoni. Il a été construit au XIVe siècle par Giovanni da Campione.

## Histoire
Depuis le Xe siècle, à Bergame, se trouvaient deux églises, celle dédiée à San Vincenzo, résidence du clergé établie par l'évêque Adalberto et l'église de Santa Maria Vetus (future cathédrale), résidence de l'épiscopat.
En 1340, Giovanni da Campione fut chargé de construire un baptistère pour la basilique Santa Maria Maggiore. Il n'y a aucune certitude quant à son emplacement exact, vraisemblablement il se trouvait là où se trouve le monument funéraire du cardinal Guglielmo Longhi, sur le côté gauche de la nef, devant l'ancien autel dédié à saint Joseph, qui a ensuite été enlevé. Le passage reliant l'aula picta qui était recouvert d'une tapisserie, et la fenêtre murée à meneaux, semblent confirmer cette considération, auraient été la salle d'attente du passage pour les diacres et le clergé lors des rites du samedi saint. Il y avait aussi la proximité de l'aqueduc et de la fontaine d'Antescolis donc l'eau indispensable pour les célébrations des baptêmes.
En 1449, l'église mariale fut confiée à la Congrégation de la Miséricorde Majeure, la retirant de la juridiction de l'évêque, c'est pourquoi il devint difficile d'accomplir les fonctions pascales dans la basilique pour le chapitre de l'église de Sant'Alessandro. En 1613 commença un déplacement de certaines parties du baptistère, qui ne fut pas facile à résoudre. L'édifice a été démantelé et certaines parties placées dans la chapelle basse. Les fonts baptismaux furent ensuite placés sur l'envers de la façade de la basilique, emplacement conservé de 1635 à 1691, avant d'être placés dans la deuxième chapelle de gauche dédiée à saint Jean mais manquant de nombreuses pièces d'origine. Lors de la construction de la chapelle du Crucifix dans la cathédrale, le baptistère a été repensé pour être placé dans la cour du presbytère d'après un projet de Raffaele Dalpino. Ce n'est qu'en 1897 que l'aménagement définitif fut décidé avec une réinterprétation architecturale par Virginio Muzio et en 1900 le baptistère fut achevé et placé sur la Piazza del Duomo devant la cathédrale de Bergame.

## Description
Le baptistère construit en 1340 par Giovanni da Campione, présentait de nombreuses différences par rapport à celui présent sur la Piazza Duomo. La description faite par Giovanni Da Lezze et la gravure de Simone Duello publiée par Calvi et plus tard, par Mario Lupo permettent d'en avoir une vision claire. Le baptistère actuel, enfermé dans un enclos du XIXe siècle, a un plan octogonal, au-dessus de la base en marbre sombre du XVIIe siècle se trouve l'entourage rond  de colonnes du XIVe siècle en marbre rouge de Vérone. Le chiffre huit pour la symbolique biblique est un signe de plénitude, l'accomplissement de l'unité, et le symbole de la « Grâce », le lendemain de la création, ainsi que le jour exact était aussi celui de la circoncision de Jésus, donc considéré comme adapté aux édifices destinés à baptême.
Les huit statues des Béatitudes se trouvant au-dessus de la corniche, l'ange posé sur la lanterne et les fonts baptismaux ont été épargnés par le remaniement du XIXe siècle. Muzio a ensuite complété le bâtiment en ajoutant des corniches et des colonnes, le portail est du XIVe siècle mais ne faisait pas partie du bâtiment d'origine.
L'intérieur est riche en symbolique : le sol en marbre bicolore qui converge vers les fonts baptismaux symbolise les flots du Jourdain. La statue de saint Jean-Baptiste, déjà présente dans l'œuvre primitive, exécute avec la main droite le geste de verser l'eau, tandis qu'avec la gauche, il montre la patène représentant l'agneau percé d'une croix mais vivant, indiquant le martyre et la résurrection du Christ. Un dôme avec une lucarne est le plafond de la chapelle, la colombe au sommet symbolisant le Saint-Esprit.
Extérieurement, dans les niches des angles de l'octogone, huit figures féminines de couleur rouge, représentent les vertus cardinales et théologales, contrastant avec les vices, merveilleuses œuvres du XIVe siècle également de Campione.
Les sculptures illustrant les Vertus de la façade extérieure sont manifestement différentes de celles de 1300.

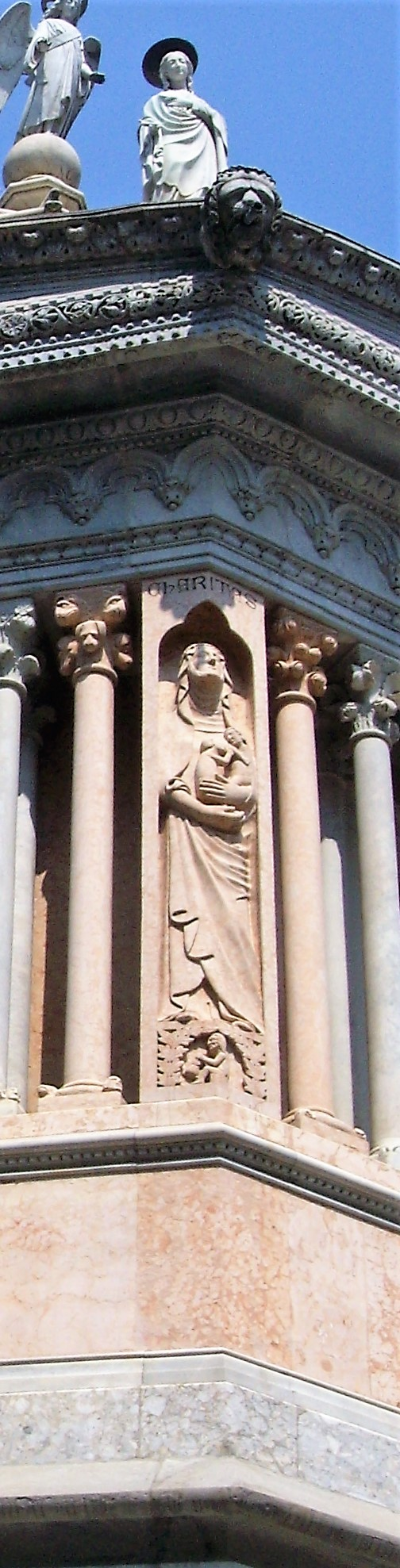
Détail de l'extérieur : Charité allaitant deux enfants avec en dessous l'Avarice.